# Fittipaldi F5
La Fittipaldi F5 (con la variante F5A) fu una vettura di Formula 1 impiegata dalla stagione 1977 al 1979. Disegnata da Dave Baldwin e Giacomo Caliri e realizzata in monoscocca d'alluminio, era spinta dal tradizionale motore Ford Cosworth DFV e gommata Goodyear.
Il miglior piazzamento fu il quarto posto al Gran Premio d'Olanda 1977 con Emerson Fittipaldi.

## Versione A
Corse 24 GP in Formula 1 tra il 1978 ed il 1979, sempre con Emerson Fittipaldi al volante, e ottenne come miglior risultato il secondo posto a Rio de Janeiro.